# Patryk Rajkowski
Patryk Rajkowski (né le 22 février 1996 à Kórnik) est un coureur cycliste polonais, spécialiste des épreuves de vitesse sur piste.

## Palmarès

### Jeux olympiques
- Tokyo 2020
  - 8e de la vitesse par équipes
  - 13e de la vitesse individuelle
  - 27e du keirin

### Championnats du monde
| Édition / Épreuve    | Keirin | Vitesse par équipes |
| Séoul 2014 (juniors) | Bronze | Bronze              |
| Apeldoorn 2018       | 13e    |                     |

### Coupe du monde
- 2018-2019
  - 3e de la vitesse par équipes à Hong Kong
- 2019-2020
  - 2e de la vitesse par équipes à Cambridge
  - 2e de la vitesse par équipes à Brisbane

### Coupe des nations
- 2021
  - 2e du kilomètre à Cali
  - 3e de la vitesse par équipes à Cali

### Championnats d'Europe
| Édition / Épreuve          | Keirin | Vitesse individuelle | Vitesse par équipes | Kilomètre |
| Anadia 2013 (juniors)      |        |                      | Bronze              |           |
| Anadia 2014 (juniors)      | Or     | Bronze               | Argent              |           |
| Anadia 2014 (espoirs)      |        |                      | Argent              |           |
| Athènes 2015 (espoirs)     | 8e     |                      | Argent              |           |
| Montichiari 2016 (espoirs) | 5e     |                      |                     |           |
| Anadia 2017 (espoirs)      |        |                      | Bronze              |           |
| Apeldoorn 2019             | 12e    |                      |                     |           |
| Granges 2021               |        |                      | Bronze              | Bronze    |
| Munich 2022                |        |                      | 4e                  | 8e        |
| Granges 2023               | Argent |                      | 5e                  | 7e        |

### Championnats de Pologne
| - 2015 - Champion de Pologne du kilomètre espoirs - Champion de Pologne de vitesse individuelle espoirs - 2020 - Champion de Pologne du kilomètre - 2e du championnat de Pologne de vitesse individuelle - 2e du championnat de Pologne du keirin - 2021 - Champion de Pologne du kilomètre - Champion de Pologne du keirin - 2022 - Champion de Pologne du kilomètre - 2e du championnat de Pologne de vitesse individuelle - 2e du championnat de Pologne de vitesse par équipes - 2e du championnat de Pologne du keirin | - 2023 - Champion de Pologne du kilomètre - 2e du championnat de Pologne de vitesse individuelle - 2e du championnat de Pologne de vitesse par équipes - 2e du championnat de Pologne du keirin - 2024 - 2e du championnat de Pologne de vitesse par équipes |  |